# Burnt Cabins
Burnt Cabins es un área no incorporada ubicada en el condado de Fulton en el estado estadounidense de Pensilvania. Burnt Cabins se encuentra ubicada en el municipio de Dublín.

## Geografía
Burnt Cabins se encuentra ubicada en las coordenadas 40°04′41″N 77°53′44″O / 40.07806, -77.89556